# Thalassophryne megalops
Thalassophryne megalops är en fiskart som beskrevs av Bean och Weed, 1910. Thalassophryne megalops ingår i släktet Thalassophryne och familjen paddfiskar. Inga underarter finns listade i Catalogue of Life.